# Asthenolabus canadensis
Asthenolabus canadensis är en stekelart som först beskrevs av Cresson 1877.  Asthenolabus canadensis ingår i släktet Asthenolabus och familjen brokparasitsteklar. Inga underarter finns listade.